# Via Claudia Augusta
La Via Claudia Augusta est la voie romaine qui relie la plaine du Pô à la province de Rhétie en traversant les Alpes. Sa construction remonte à la première moitié du Ier siècle. Traditionnellement, on pense qu'elle a été construite pour mettre le monde romain en contact avec le monde germanique.

## Histoire
En 15 av. J.-C., le général romain Nero Claudius Drusus, fils adoptif d'Auguste, décide d'améliorer le passage à travers les Alpes lors de la conquête romaine de la Rhétie et de l'arc alpin, qui conduit à la domination des territoires de la Rhétie et des Vendéliques (aujourd'hui Tyrol occidental et Allemagne méridionale). L'avancée de l'armée romaine suit un chemin déjà utilisé à l'époque préhistorique comme lien entre la Vénétie et la Bavière.
La transformation du sentier en voie carrossable est achevée soixante ans plus tard, en 46-47, par le fils de Drusus, l'empereur Claude. En 47, avec la domination romaine désormais consolidée sur ces territoires, elle est agrandie et complétée par Claude, dont elle prend alors le nom. Le nom de Via Claudia Augusta a également été donné au tronçon Pise-Ostiglia.
Alors qu'en Allemagne et en Autriche la voie romaine peut être identifiée avec une certaine précision, son tracé dans la le Tyrol du Sud est moins reconnaissable, car elle traverse des zones plus intensément habitées et cultivées. Une incertitude encore plus grande concerne le tronçon le plus méridional de la route, celui qui menait de la Vénétie à Trente. 
Les personnes et les marchandises peuvent passer de la mer Adriatique et de la large vallée de Tridentum vers le nord en suivant l'Adige jusqu'à Pons Drusi (pont de Drusus) qui est devenu Bolzano. De là, il est possible de continuer vers Maia (près de Mérano) et le col de Resia, puis du col, de descendre dans la haute vallée de l'Inn et de passer dans celle de la Lech, jusqu'à Augusta Vindelicorum (Augsbourg), pour finir à Sumuntorium, aujourd'hui Mertingen en Bavière, près du Danube et proche de l'actuelle Donauworth. À cet endroit, la via Claudia Augusta rejoint l'importante route militaire qui longe d'est en ouest la rive sud du Danube, frontière nord ou limes de l'Empire romain jusqu'à la fin du Ier siècle.
La route initiée par Drusus comme axe stratégique de conquête militaire et de défense et continuée par l'empereur Claude se développe comme une artère culturelle et commerciale, avec des relais habités de façon permanente et des stations de remonte de chevaux. Certains relais prennent un développement considérable et sont fortifiés au cours du Bas-Empire. D'autres ne peuvent être identifiés que par des découvertes archéologiques. Au IIe siècle, un second col alpin est ouvert à la circulation, le col du Brenner.
Dans les années 1990, l'intérêt accru pour les longs parcours à pied ou à vélo a rendu les tronçons allemand et autrichien de la Via Claudia Augusta populaires pour les touristes. En conséquence, la signalisation moderne présente l'identification de la voie antique

## Archéologie

### Résultats

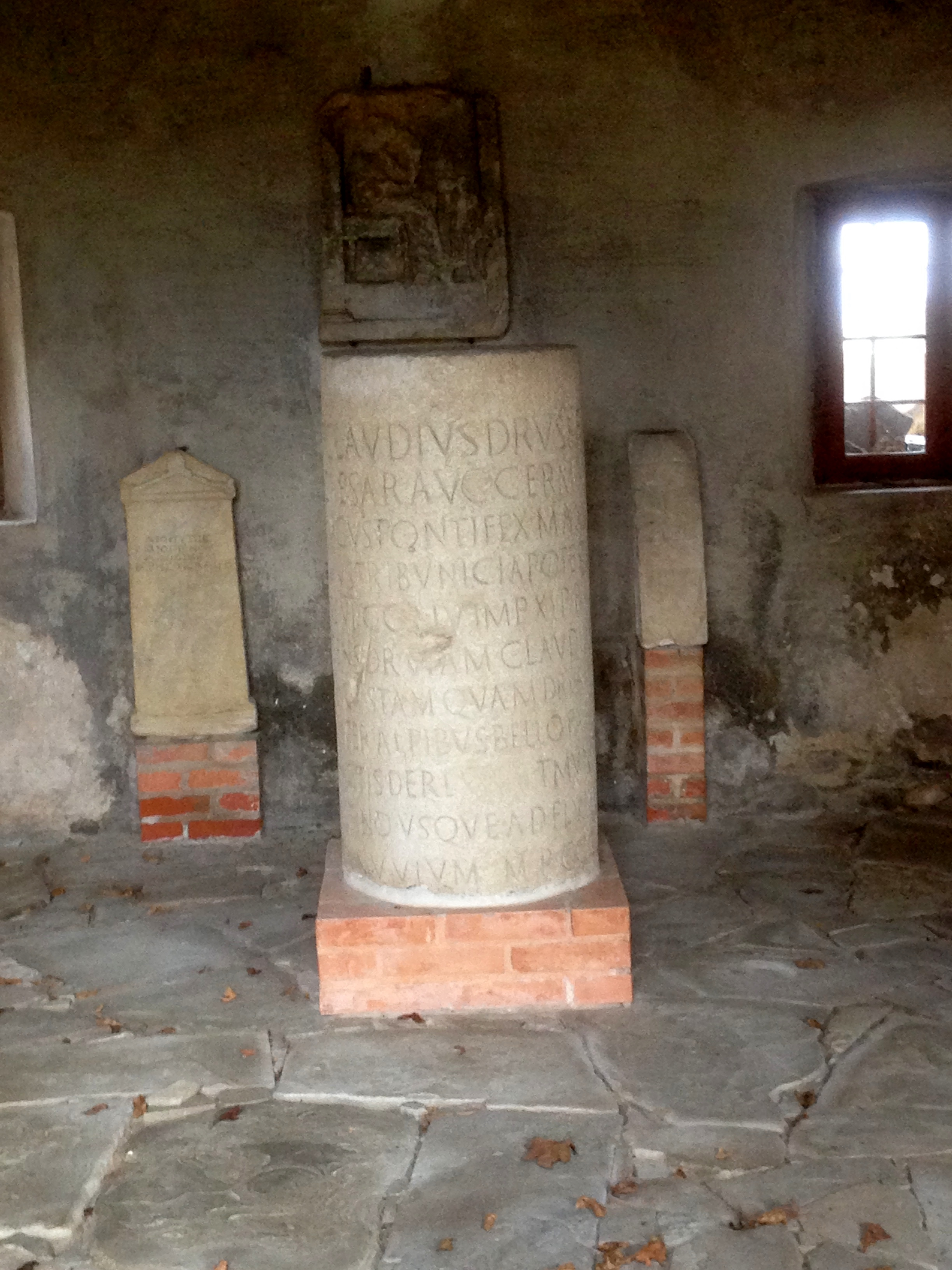
Borne découverte à Cesiomaggiore en 1786, conservée dans la Villa Tauro à Centenère.

Compte tenu de la longueur et de l'importance que cette voie de communication devait avoir dans l'Antiquité, on peut dire que le nombre d'artéfacts trouvés aujourd'hui est plutôt faible. Cette incohérence est un problème pour les chercheurs. Les sources archéologiques les plus importantes en termes de qualité et de quantité, sont les bornes militaires. Parmi elles, les pierres découvertes, l'une à Rablà dans la commune de Parcines, près de Merano (Meran) dans la province de Bolzano et l'autre à Cesiomaggiore (près de Belluno), se distinguent par leur importance. Découvertes respectivement en 1552 et 1786, elles témoignent de l'existence de la route, car elles portent son nom.
Toutes deux portent des inscriptions indiquant le terminus de la Via Claudia Augusta, Augusta Vindelicorum (Augsbourg) et que deux autres voies se joignent à Tridentum avant la traversée des Alpes, confirmant l'existence de deux itinéraires : l'une prend son point de départ au vicus d'Ostiglia, près du Pô, embranchement de Padano, l'autre part d'un point identifié avec moins de certitude par les archéologues et les historiens, le port d'Altino (Altinum), branche Altinate, sur l'Adriatique (près de la lagune de Venise). Sur son trajet vers Tridentum, la via Claudia Augusta coupe plusieurs voies : la Via Annia, qui relie Adria et Aquilée, la Via Popilia, qui va d'Altino à Rimini, la Via Aurelia entre Padoue et Feltre par Asolo, et la Via Postumia reliant Gênes et Aquilée. Le choix de ces villes est probablement dû à leur importance économique, car ce sont des centres commerciaux prospères. Au sud d'Hostilia, où la traversée du Pô s'effectue par bacs, l'axe routier menant à Bononia (Bologne) est important ; la route continue vers Pise.
À Egna (Endidae), des fouilles archéologiques ont mis au jour une station de repos bien conservée, ce qui suggère que la route s'est développée dans cette direction.
En outre, le long de l'itinéraire hypothétique, des vestiges de ponts et de tronçons de voie romaine datant de l'époque de Drusus ont été retrouvés.

### Hypothèses avancées

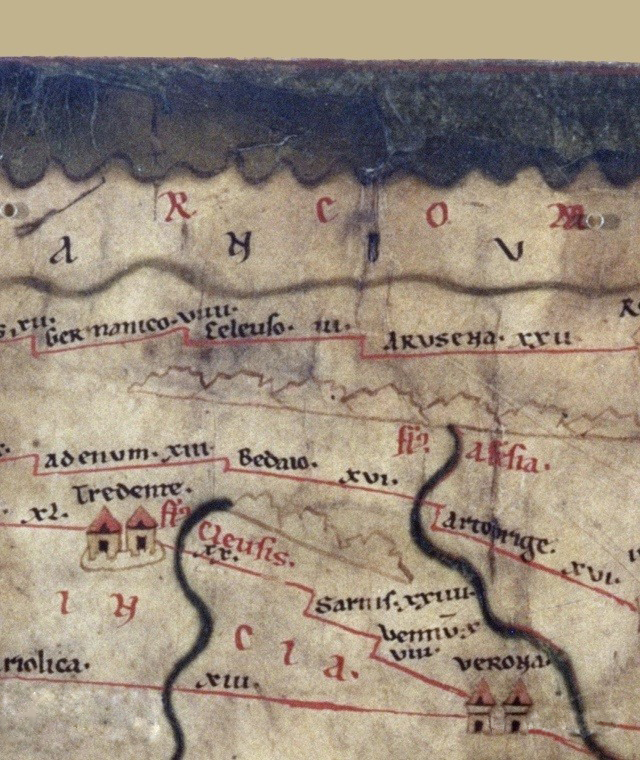
Table de Peutinger.

Il n'existe pas d'hypothèse définitive concernant le tracé original de la Via Claudia Augusta, étant donné la relative rareté des découvertes et le manque de sources anciennes. Le tracé de la portion de route qui relie Trente à Burghöfe-Mertingen (Submuntorium) est identifié de manière suffisamment précise, à quelques doutes près, sur le territoire des Alpes bavaroises ; il est convenu que le passage de la frontière a  lieu au col de Resia. Quant à la Padane, on sait, également grâce au témoignage de la Table de Peutinger, qu'elle reliait Ostiglia, Vérone et Trente, où elle rejoignait l'Altinate. L'itinéraire de cette dernière est plus discuté, qui d'Altino rejoint Trente en passant par Feltre et Valsugana (peut-être aussi par Belluno).
La première hypothèse à avoir été formulée est celle du comte Aurelio Guarnieri Ottoni, selon laquelle la route d'Altino atteignait Oderzo, Serravalle (Vittorio Veneto) et Belluno, puis tournait vers l'actuel Cesiomaggiore et enfin Feltre.
Theodor Mommsen (1863), puis Konrad Miller (1916) et Guido Rosada (1999), font passer la route par Trévise après avoir remonté la rive droite du Sile. La route entrait dans la ville par ce qu'on appelle encore la Porta Altinia et sortait par l'actuelle Porta Santi Quaranta, coïncidant alors avec la route régionale 348 Feltrina actuelle ; elle traverse la Via Postumia près de Postioma, passa par Montebelluna et Cavaso del Tomba et atteint finalement Feltre. Cette hypothèse est également partagée par Walther Cartellieri (1926), qui estime néanmoins que jusqu'à Nerbon di San Biagio di Callalta la route était à gauche du Sile.
Selon une autre hypothèse, d'Altino la route atteint le Sile et le traverse au niveau de l'actuel Quarto d'Altino (où les restes d'un pont peuvent encore être identifiés). Elle se dirige ensuite presque directement jusqu'au Piave, coïncidant avec la route qui au Moyen Âge s'appelait Lagozzo ou Agozzo, et le traverse entre l'actuel Ponte della Priula et Nervesa della Battaglia, probablement en utilisant un gué. Pour le parcours au-delà de Falzè di Piave, plusieurs itinéraires sont possibles :
- pour Vittorio Galliazzo[7], la route continue jusqu'à Vidor et traverse de nouveau le Piave, restant sur la rive droite jusqu'à Quero ; de Feltre, elle atteignt ensuite Belluno, traverse le Cadore, le Val Pusteria et rejoint Brennero ;
- pour Luciano Bosio[8] (1970 et 1991), la route ne traverse pas le Piave et se poursuit jusqu'à Moriago et Valdobbiadene, puis jusqu'à Cesiomaggiore ;
- selon Alberto Alpago Novello[9], la route devait atteindre Follina et de là elle traverse les préalpes de Belluno via le col de Praderadego ; de l'autre côté, elle est protégées par un embryon de fortification du château de Zumelle ;
- Plinio Fraccaro[10] estime que la route traverse les Préalpes par le Passo San Boldo.

On pourrait penser que les deux dernières hypothèses sont plutôt fragiles, puisque, pour franchir les montagnes, la Claudia Augusta aurait dû être étroite et raide, donc très inconfortable pour la circulation, notamment pour les chariots. Cependant, il faut considérer que l'ancien réseau routier est différent de l'actuel : les fonds de vallée pouvaient s'avérer assez dangereux, en raison des zones marécageuses et de l'absence de protection naturelle constituée par les montagnes.
Le topographe du Cadore Alessio De Bon, chargé en 1935 par l'Institut Vénétien des Sciences, des Lettres et des Arts de mener une recherche pour comprendre le tracé de la Via Claudia Augusta, fait coïncider sa théorie avec la précédente jusqu'à Feltre, mais de là, il continue la route jusqu'à Belluno, traversant le Cadore, le Val Pusteria et atteignant ainsi le col du Brenner. Les découvertes archéologiques, principalement le sanctuaire romain de Monte Calvario, près d'Auronzo di Cadore, au pied des Tre Cime di Lavaredo permettent également d'étayer l'hypothèse de cet itinéraire, en l'absence d'inscriptions. Ce site (encore en cours de fouille) de type militaire du centre de l'Italie, en escalier, a été fréquenté pendant plusieurs siècles par les légions romaines. Des bâtiments similaires en grandeur et en importance ne peuvent être trouvés qu'à proximité de Rome : cela suggère que l'artère le long de laquelle il a été construit était particulièrement importante.

### Incertitudes
Parmi les archéologues, il y a aussi ceux qui soutiennent que la route n'a jamais existé, étant donné le nombre incohérent de découvertes et le manque de preuves écrites. La découverte des différentes pierres ne certifie pas la présence de la route, puisqu'il n'était pas rare que les bornes soient gravées avant sa construction ou son achèvement. La branche la plus discutée est celle d'Altinate (dont l'itinéraire est cependant encore clairement reconnaissable entre Altino et Olmi di San Biagio di Callalta) ; il y a moins de doutes pour celle de Padano, tandis que l'existence du tronçon de Trente à Burghöfe-Mertingen est plus certaine.

## Situation actuelle

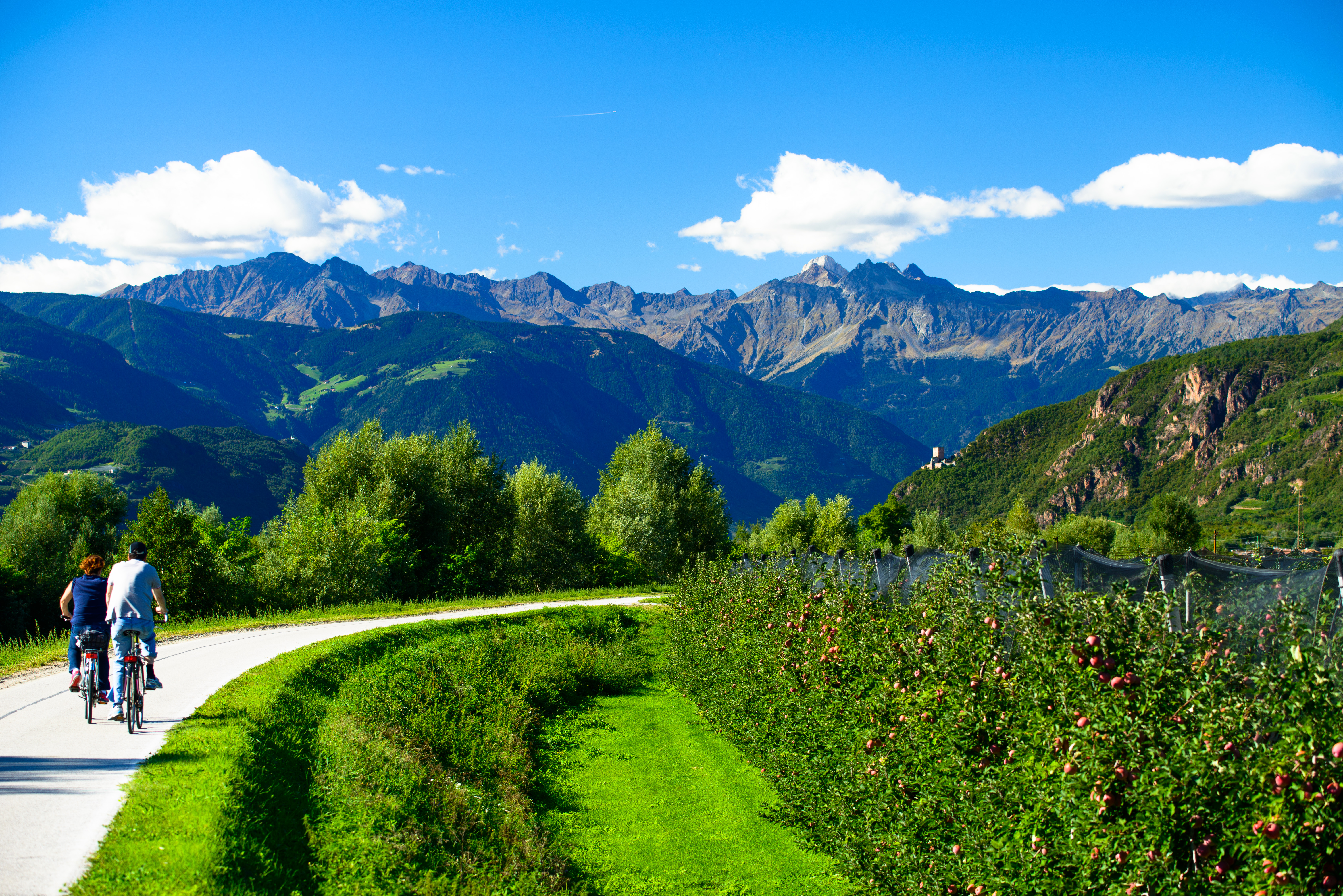
Près de Frangarto, un hameau d'Appiano sur la Route des Vins.

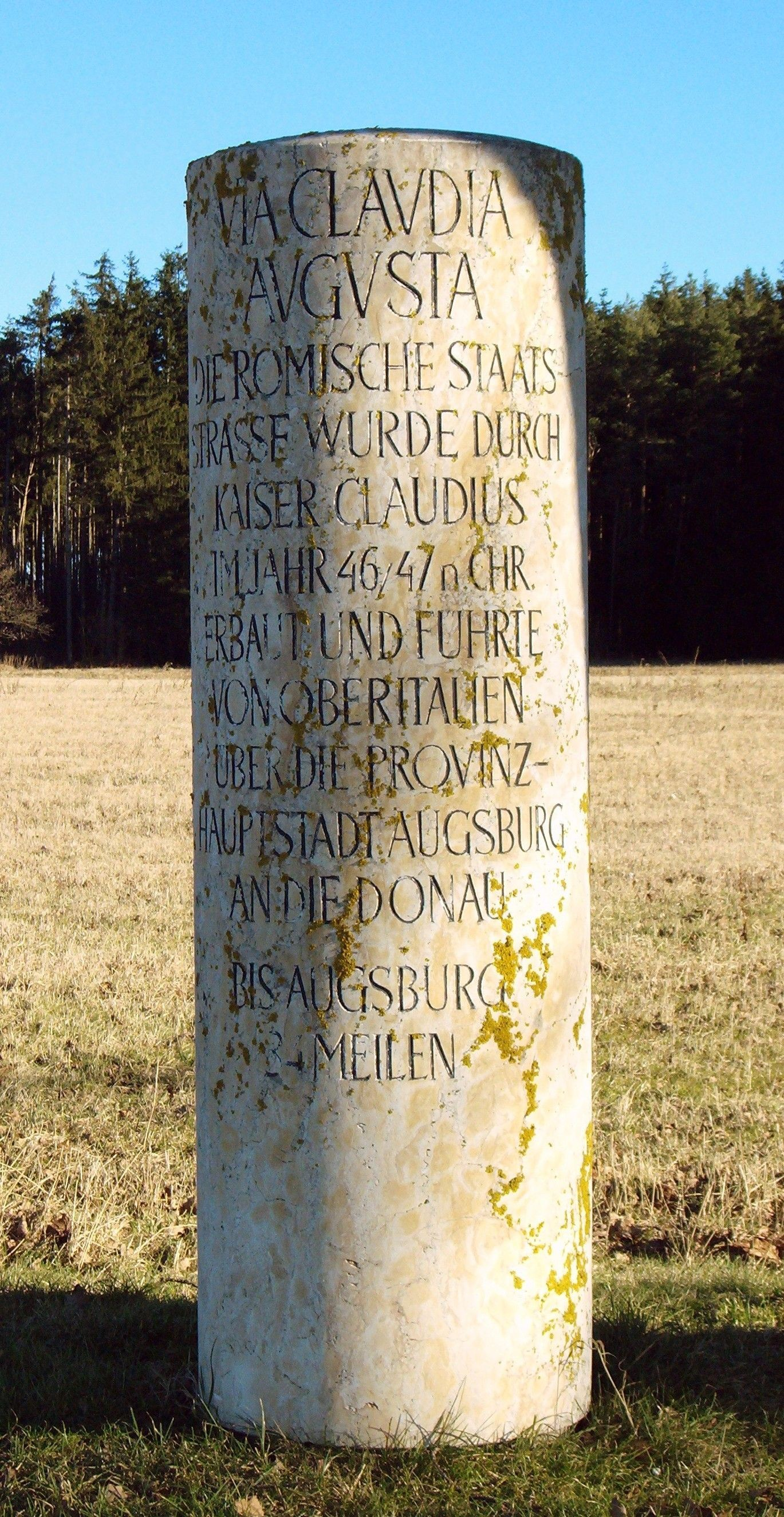
Copie d'une borne romaine indiquant le début de la piste cyclable Claudia Augusta à Donauworth.

Bien que les preuves archéologiques ne soient pas particulièrement nombreuses, la Via Claudia Augusta continue de susciter l'intérêt à plusieurs points de vue. Alors qu'en Italie les études visant à détecter et à approfondir les aspects plus scientifiques liés à l'identification de l'itinéraire prévalent, en Allemagne, où il existe des tronçons de route plus facilement attribuables à l'ancienne voie romaine, la Claudia Augusta est l'épine dorsale d'un activité économico-touristique particulièrement florissante qui vise à favoriser le développement du tourisme culturel,. Une piste cyclable, nommée Claudia Augusta d'après la voie romaine, démarre sur le Danube au sud de la ville de Donauworth, non loin de Mertingen. Le début du parcours est marqué par une copie moderne d'une borne romaine. A Rieden am Forggensee, près du Forggensee, on aperçoit des traces de la voie romaine à peine visibles sous les prés ; la ville d'Epfach, l'Abodiacum romain, fut le siège d'une garnison militaire sur la via Claudia Augusta.
Un projet récent de Trentino Sviluppo, lauréat d'un concours international financé par la Commission européenne visant à promouvoir l'utilisation des technologies satellitaires dans la valorisation touristique de l'histoire du territoire, cherche à combiner les deux points de vue.
La bibliothèque provinciale de Bolzano tire son nom du nom de la route.